# Гірнича термінологія
Гірни́ча термінологія — сукупність термінів в гірничій справі. Розвинуті терміносистеми в гірництві створені і функціонують практично у всіх поширених мовах світу, особливо тих країн і народів, де історично було розвинене гірництво — в німецькій, англійській, іспанській, російській, польській та інших. Більшість назв гірничих виробок, їх частин (штрек, бремсберг, квершлаг, гезенк, зумпф, шурф, штроса) та низка інших гірничих термінів має німецьке походження.
Українська термінологія в гірництві, геології, мінералогії сягає коріннями доби Київської Руси-України. Гірничі терміни зустрічаються в літописах, «Лексиконі славенороському…» Памви Беринди (Київ, 1627 р.), лекціях викладачів Києво-Могилянської академії, зокрема Інокентія Гізеля, Феофана Прокоповича.
Великий внесок у розвиток сучасної української термінології у мінералогії зробили Є. К. Лазаренко, О. М. Винар, Д. М. Сидоренко, М. І. Безбородько, В. І. Павлишин та інші, у нафтогазовій справі — В. С. Бойко, Р. С. Яремійчук, колектив Української нафтогазової академії, у гірництві — В. С. Білецький, О. В. Колоколов, К. Ф. Сапицький, О. А. Золотко, А. Ю. Дриженко, В. В. Мирний, І. Г. Манець, авторський колектив «Гірничого енциклопедичного словника» та «Малої гірничої енциклопедії».